# Доронкин, Николай Иванович
Николай Иванович Доронкин (14 мая 1953, Рязанская область — 25 августа 2014, Владимир) — советский и российский тренер по самбо, заслуженный тренер России.

## Биография
С детства как самбист тренировался у Евгения Чичваркина, мастер спорта.
В 1981 году  окончил Владимирский педагогический институт. С небольшими перерывами с 1976 г. был старшим тренером Владимирского областного спортивного общества «Динамо». Среди его учеников: чемпион мира по борьбе самбо Валерий Белов, мастер спорта международного класса Александр Рассказов, а также Алексей Агарышев, Михаил Борисов и другие спортсмены.
В 1985—1988 гг. работал в Монгольской Народной Республике. Под его руководством сборная МНР вошла в число лучших в мире и стала составлять серьёзную конкуренцию российским самбистам. В 1989 г. входил в штаб подготовки советской сборной к чемпионату мира по самбо.
Заслуженный тренер России, судья международной категории по самбо, являлся председателем судейской коллегии ЦФО. Заслуженный работник физической культуры Российской Федерации, Почётный гражданин Суздальского района Владимирской области.